# No Class
«No Class» es una canción de la banda británica de heavy metal y speed metal Motörhead. Fue liberado en 1979 en vinilo 7" y en el álbum Overkill del mismo año. 
La canción se muestra con 3 portadas distintas en las que aparecen Lemmy Kilmister, Phil "Philthy Animal" Taylor y "Fast" Eddie Clarke por separados por portada. La canción fue escrita por todos los miembros del grupo en esa época.
En el álbum en vivo de Motörhead Everything Louder than Everyone Else antes de tocar No Class Lemmy dijo que la canción iba dedicada a Wendy O. Williams (Vocalista de Plasmatics) amiga de Lemmy, que se suicidó un mes antes de ese concierto.
El riff de la canción se parece mucho a la canción "Tush" de ZZ Top.